# Holger Lode

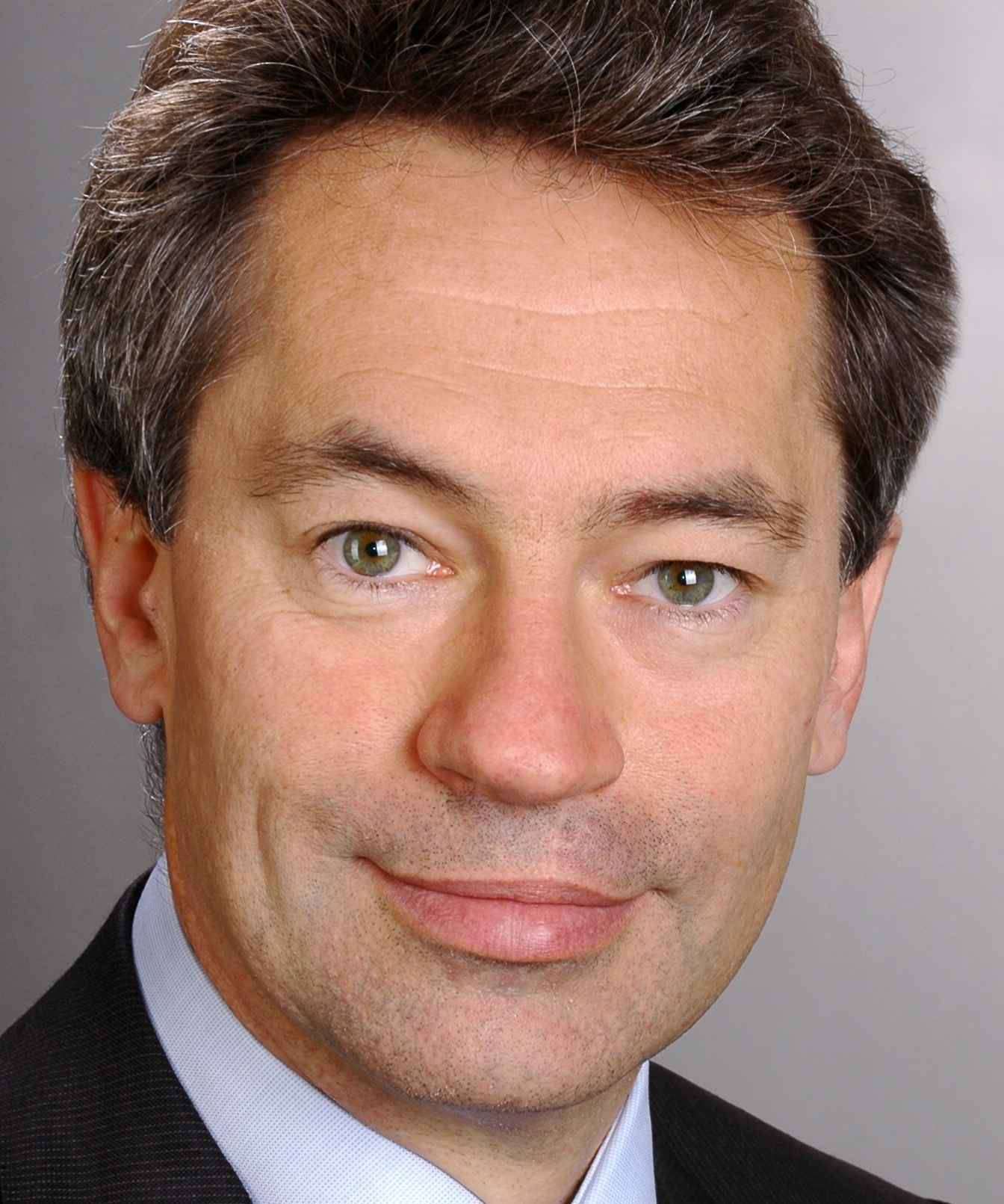
Holger Lode

Holger Lode (* 14. April 1967 in Pfullendorf) ist ein deutscher Facharzt für Pädiatrie. Er ist Universitätsprofessor, Leiter der Allgemeinen Pädiatrie und pädiatrischen Hämatologie und Onkologie sowie Geschäftsführender Direktor des Zentrum für Kinder und Jugendmedizin an der Universitätsmedizin Greifswald. Lode ist bekannt für seine Arbeiten auf dem Gebiet
der Immuntherapie beim Neuroblastom.

## Leben
Lode studierte von 1986 bis 1993 Humanmedizin an der Universität Tübingen sowie an der Brown University, USA. Nach der Promotion (summa cum laude) 1993 erfolgte 1995 die Approbation durch die Ärztekammer Baden-Württemberg. 1994 begann er die Facharztausbildung für Pädiatrie an der Universitäts-Kinderklinik Tübingen. Mit einem Forschungsstipendium von der Deutschen Forschungsgemeinschaft ging er 1996 als Postdoc an das Scripps Research Institute, USA (Abteilung Immunologie, Labor für Tumorimmunologie) und nahm 1999 die Stelle als Assistenz-Professor an. 2000 setzte er seine Facharztausbildung für Pädiatrie an der Klinik für Allgemeine Pädiatrie/Knochenmarktransplantation der Charité – Universitätsmedizin Berlin fort und schloss 2003 ab. Er habilitierte sich 2003 zum Thema Strategien zur Immuntherapie beim Neuroblastom und erhielt die Venia Legendi im Fach Pädiatrie an der Charité. Es folgten weitere Schwerpunkte in den Bereichen Pädiatrische Intensivmedizin im Gebiet Kinder- und Jugendmedizin (2005) und Pädiatrische-Hämatologie und -Onkologie (2006). Von 2005 bis 2009 war Lode leitender Oberarzt der Klinik für Allgemeine Pädiatrie und der Klinik für Pädiatrische Hämatologie und Onkologie der Charité sowie stellvertretender Klinikdirektor der Klinik für Allgemeine Pädiatrie/Knochenmarktransplantation. Berufsbegleitend absolvierte er von 2006 bis 2007 ein Fernstudium Betriebswirtschaftslehre im Krankenhaus und folgte 2009 einem Ruf an den Lehrstuhl für Pädiatrie an der Universitätsmedizin Greifswald, Medizinische Fakultät der Ernst-Moritz-Arndt-Universität Greifswald. Diese Position ist verbunden mit den Leitungen der Abteilungen Allgemeine Pädiatrie / Pädiatrische Hämatologie und Onkologie sowie mit der Funktion des geschäftsführenden Direktors des Zentrums für Kinder und Jugendmedizin. Seit 2013 ist er Vorsitzender der Promotionskommission an der Universitätsmedizin Greifswald.

## Wissenschaftlicher Beitrag
Während seiner Zeit am Scripps Institut entwickelte Lode ein Tumormodell zur Untersuchung von immuntherapeutischen Ansätzen beim Neuroblastom, eine bösartige Erkrankung des sympathischen Nervensystems, die vor allem im frühen Kindesalter auftritt. Lode zeigte, dass eine  Behandlung mit Antikörper-Zytokin-Fusionsproteinen, die als Immunzytokine bezeichnet werden, in diesem Modell effizient ist. Er belegte auch eine synergetische Wirkung mit Inhibitoren der Gefäßneubildungen und mit Tumorvakzinen. Diese grundlegende wissenschaftliche Entdeckung wurde in die klinische Anwendung aufgenommen und ist aktuell Thema zahlreicher klinischer Studien.
Als erster Emmy-Noether-Nachwuchsgruppenleiter der DFG an der Charité entwickelte Lode neue Ansätze, welche die Behandlung von bösartigen Tumoren durch genetische Impfungen ermöglichten. Insbesondere die Kombination von DNA-Impfungen mit tumorspezifischen Immunzytokinen war ein wichtiger Schritt in der Optimierung von DNA-Impfungen. Seit der Mitgliedschaft in der SIOPEN-Gruppe 2002 wirkt Lode in der klinischen Entwicklung eines monoklonalen Antikörpers gegen Gangliosid GD2 (ch14.18/CHO) mit. Es gelang ihm als Erster eine neue Verabreichungsmethode für diesen Antikörper zu etablieren. Aktuell leitet er zwei internationale klinische Studien bei Kindern mit Neuroblastom mit diesem Antikörper.

## Mitgliedschaften in wissenschaftlichen Vereinigungen
Lode war und ist Mitglied in zahlreichen Deutschen, Europäischen und Amerikanischen wissenschaftlichen Vereinigungen. Darunter zählen die Deutsche Gesellschaft für Kinder und Jugendmedizin, die American Association of Cancer Research, die American Society of Hematology, die American Association of Immunologists sowie die American Society of Clinical Oncology. Seit 2013 ist er Mitglied des Beratenden Wissenschaftsausschuss der International Society for Pediatric Oncology Europe Neuroblastoma (SIOPEN), Vorsitzender des Immuntherapie Komitees der SIOPEN und Mitglied des Wissenschaftskomitees der International Society for Pediatric Oncology (SIOP SPAC Member).

## Ehrungen und Auszeichnungen
- 2007 Merit Award, American Society of Clinical Oncology
- 2005 Science4life, Venture Cup[20]
- 2000 Heinrich-Finkelstein Preis, Norddeutsche Gesellschaft für Kinderheilkunde und Jugendmedizin, Lübeck

- 1998 Young Investigator Award, American Association of Cancer Research, New Orleans, USA
- 1998 Young Investigator Award, Advances in Neuroblastoma Research, Bath, UK

## Publikationen
- Publikationsliste research gate